# 影牢II -Dark illusion-
『影牢II -Dark illusion-』（かげろうツー ダークイリュージョン）は、2005年6月にテクモ株式会社から発売されたPlayStation 2用アクションゲームである。企画制作は株式会社パオン（当時、のちパオン・ディーピー）。

## 概要
本作はPlayStation用ゲームとして発売された『刻命館』『影牢 〜刻命館 真章〜』『蒼魔灯』の続編にあたり、プラットホームはPlayStation 2に移された。前作以前には見られなかった大規模なギミックがDark illusionという総称と共に用意されており、その名がサブタイトルにも冠されている。売り上げ本数は約9万4千本。

## 登場人物
アリシア（声：中島沙樹）
本作の主人公。フローネンブルグの王女であったが、王宮に渦巻く陰謀に巻き込まれ、生まれ育った王宮から逃れることを余儀なくされた。城から逃げ出した彼女は、迷い込んだ森の館で、「魔手」にとり憑かれる。魔神の力の一部であった「魔手」は、彼女にトラップを操る魔力を与えた。その力をもって彼女は、己に次々と襲い掛かる敵と対峙していく。
レイチェル（声：半場友恵）
アリシアの教育兼世話係として王宮に仕える女性で、王宮から逃れたアリシアの数少ない味方。アリシアにとって単なる侍女ではなく、母親代わりであり、姉であり、友人でもある、かけがえのない存在。
オラフ国王（声：筈見純）
フローネンブルグの国王で、アリシアの父。何者かによって殺害される。
カタリーナ（声：外村晶子）
オラフ国王の後妻。先妻の影をいつまでも追い求めるオラフに、女としてのプライドを傷つけられ、先妻の娘であるアリシアにもただならぬ憎しみを抱いている。国王が抜け殻なのをいいことに王宮の支配を画策するようになる。
ヘルツォーク（声：沢木郁也）
武芸の腕を買われ、近衛隊長という地位まで上りつめた男。国家の危機に国政を顧みない国王とアリシアに愛想を尽かして、王妃カタリーナに協力するようになる。理想の国家を作ることが最大の目的。
フィネガン（声：武内健）
ヘルツォークの腹心。アリシアをヘルツォークの命令のもと、追い詰めていく。寡黙で必要以上の事を話さない。
グレインズ（声：野中秀哲）
フローネンブルグの将軍。オラフ国王の忠臣にして親友。騎士道精神の体現者であり、王家に絶対の忠臣を誓っている。
ジョイス（声：檜山修之）
王国の騎士。施設で育ったが、騎士になることを夢見ていて、フローネンブルグ一の剣の使い手と称されるまでになった。自分と同じ境遇の子供たちを救おうと奮闘するが、彼の想いとは裏腹に国は乱れていく一方。
エイダ（声：小菅真美）
悪名高き女盗賊。ナイフさばきの腕を買われ、暗殺者として闇の仕事をこなしている。国王の暗殺にも関与しているらしく、彼女の行動には謎が多い。時にはアリシアに助言をすることもあるが…？
ベルトラン（声：岡和男）
魔神を封印した大魔導士。
マイテ（声：山田美穂）
ベルトランの弟子。魔神が封印されている館の監視役を任されている。

## Dark illusion
部屋に元々用意されている仕掛けの中で特に大掛かりなもの。ダメージが大きく、専用のムービーが用意されているのが特徴。
発動には一定の条件を満たした後発動地点まで侵入者を誘導する必要がある。
1ミッション中1回しか使えない。
- 人喰いオルゴール-Melody of Scream-

巨大なオルゴールの中に対象を引きずり込んでダメージを与える。
- 人間大砲-Barrel to Hell-

大砲の砲弾代わりに人間を使う。天井に向けて射出し、自由落下させてダメージを与える。
- 獣の晩餐-Crocodile Service-

高速回転する拷問水車で対象を弾き飛ばしてフックに引っ掛け、そこにワニが食らいついてダメージを与える。
- 天の裁き-Lightning Strike-

鎖で拘束し、屋外上空へ弾き飛ばして落雷し、そのまま落下する。
- 死の空中ブランコ-Hell Circus-

電撃で拘束している対象を空中ブランコで蹴り飛ばし、壁ヤリで串刺しにしてダメージを与える。
- 運命の刻み-Twelve Killer-

時計に磔にして長針と短針で挟み潰してダメージを与える。
- 堕ちたる者の咆哮-Legendary Giant-

魔神の像が対象を殴りつけてダメージを与える。
- 永劫の封印-Seven Judgments-

対象を拘束し、七体の霊による攻撃でダメージを与える。